# Neocolotois
Neocolotois là một chi bướm đêm thuộc họ Geometridae.